# ホロウ・クラウン/嘆きの王冠
『ホロウ・クラウン/嘆きの王冠』（ホロウ・クラウン なげきのおうかん、英語: The Hollow Crown(Cycle I)、The Hollow Crown : the War of the Roses (Cycle II)）は、ウィリアム・シェイクスピアの史劇作品群に基づいたイギリスのテレビ映画シリーズである。
日本ではHuluによって配信され、衛星劇場で放送されたほか、2017年には『【劇場版】 嘆きの王冠 〜ホロウ・クラウン〜』のタイトルで全7編がそれぞれ劇場上映された。

## 概要
シーズン1は2012年に放送された、『リチャード二世』『ヘンリー四世 第1部』『ヘンリー四世 第2部』『ヘンリー五世』(ヘンリアド四部作)にそれぞれ基づく4篇のテレビ映画であり、百年戦争を描く。
シーズン2は2016年に放送された『ヘンリー六世 第1部』『ヘンリー六世 第2部』『ヘンリー六世 第3部』『リチャード三世』に基づく3篇のテレビ映画であり、薔薇戦争を描く。
イギリスではCycle I、Cycle IIとして放送されたが、日本語版ではシーズン1、シーズン2として呼称され、50分程度のエピソードに編集・分割され、シーズン1は全11話、シーズン2は全8話として配信・放送されている。

## シーズン1
2012年に4篇が公開された。

### リチャード二世
『リチャード二世』に基づく。冒頭ではイングランド王のリチャード2世が、従弟であるヘンリー・ボリングブルックとトマス・モウブレーの争いを仲裁し、2人を追放とする。ヘンリーの父ジョン・オブ・ゴーントが死ぬと、王はその財産を没収する。これに怒ったヘンリーは反乱を起こし、王を捕える。ヘンリーが王位についてヘンリー4世王となり、リチャードは暗殺される。
日本語版では、3話に分割され、シーズン1の第1話から第3話（リチャード二世パート1-3）となる。

#### キャスト
- リチャード2世 : ベン・ウィショー
- ヘレフォード公ヘンリー・オブ・ボリングブルック : ロリー・キニア
- イザベラ・オブ・ヴァロワ : クレマンス・ポエジー
- ヨーク公エドマンド・オブ・ラングリー : デヴィッド・スーシェ
- ランカスター公ジョン・オブ・ゴーント : パトリック・スチュアート
- ノーサンバランド伯ヘンリー・パーシー : デビッド・モリシー
- オーマール公エドワード・オブ・ノリッジ : トム・ヒューズ（英語版）
- ノーフォーク公トマス・モウブレー : ジェームズ・ピュアフォイ
- ヨーク公夫人 : リンゼイ・ダンカン

### ヘンリー四世 パート1
『ヘンリー四世 第1部』に基づく。リチャード2世を倒し、ランカスター朝を開いたヘンリー4世は、スコットランドおよびウェールズでの争乱、そして悪友フォルスタッフと共に放蕩を尽くす息子ハル王子に悩まされる。ホットスパーは父ノーサンバランド伯、ウスター伯らとともに反乱をおこすが、ハル王子はホットスパーを倒し、ヘンリー4世は勝利をおさめる。
日本語版では、次篇の『ヘンリー四世 パート2』と合わせた上で5話に分割され、シーズン1の第4話から第8話（ヘンリー四世パート1-5）となる。

#### キャスト
- ヘンリー4世 : ジェレミー・アイアンズ
- ハル王子 : トム・ヒドルストン
- フォルスタッフ : サイモン・ラッセル・ビール
- クィックリー夫人 : ジュリー・ウォルターズ
- ホットスパー : ジョー・アームストロング（英語版）
- ノーサンバランド伯 : アラン・アームストロング
- ウスター伯 : デヴィッド・ヘイマン（英語版）
- ホットスパー夫人ケイト : ミシェル・ドッカリー

### ヘンリー四世 パート2
『ヘンリー四世 第2部』に基づく。ホットスパーは死ぬが、父ノーサンバランド伯らは反乱を続ける。ロンドンに戻ったフォルスタッフは旧知のシャロー判事とともに戦場に赴く。ジョン・オブ・ランカスターが反乱軍に和議を申し出るが、反乱軍のほとんどは殺される。ヘンリー4世は病死し、ハル王子が後を継いでヘンリー5世となる。フォルスタッフはヘンリー5世から褒賞を期待するが拒絶され、監獄に繋がれる。
日本語版では、前篇の『ヘンリー四世 パート1』と合わせた上で5話に分割され、シーズン1の第4話から第8話（ヘンリー四世パート1-5）となる。

#### キャスト
- ヘンリー4世 : ジェレミー・アイアンズ
- ハル王子 : トム・ヒドルストン
- フォルスタッフ : サイモン・ラッセル・ビール
- クィックリー夫人 : ジュリー・ウォルターズ
- ノーサンバランド伯 : アラン・アームストロング
- ロバート・シャロー : デヴィッド・バンバー（英語版）
- 大法官 : ジョフリー・パーマー（英語版）
- ジョン・オブ・ランカスター : Henry Faber

### ヘンリー五世
『ヘンリー五世』に基づく。冒頭でヘンリー5世の葬儀が行われる。時は遡り、ヘンリー5世は自ら兵を率いて、ヨーク公やエクセター公とともにフランスに攻め込む。アジャンクールの戦いの前夜、王は自ら野営地を回って兵士を勇気づける。勝利した王は、フランス王女キャサリン・オブ・ヴァロワを娶り、フランス王の後継者と認められる。再びヘンリー5世の葬儀の場面となり、まだ赤子のヘンリー6世がやがてフランスを失うとコロスが語る。
日本語版では、シーズン1の第9話から第11話（ヘンリー五世パート1-3）となる。

#### キャスト
- ヘンリー5世 : トム・ヒドルストン
- ヨーク公エドワード・オブ・ノリッジ : パターソン・ジョセフ（英語版）
- エクセター公 : アントン・レッサー
- イギリス軍の将校サー・フルーエレン : オーウェン・ティール（英語版）
- フランス軍の使者モントジョイ : Jérémie Covillault
- フランス王シャルル6世 : ランベール・ウィルソン
- フランス王女キャサリン・オブ・ヴァロワ : メラニー・ティエリー
- フランス貴族オルレアン公 : スタンリー・ウィーバー（英語版）
- キャサリンの侍女アリス : ジェラルディン・チャップリン
- フランス王太子ルイ : エドワード・アクルート（英語版）
- コロス : ジョン・ハート

## シーズン2
2016年に3篇が公開された。

### ヘンリー六世 パート1
『ヘンリー六世 第1部』と『ヘンリー六世 第2部』に基づく。冒頭でヘンリー5世の死の余波と、フランスでのイングランド軍の敗北の知らせが描かれる。17年後、若きヘンリー6世が王となり、伯父のグロスター公が摂政として支える。ジャンヌ・ダルクがイングランド軍を破り、タルボット卿を殺す。サマセット公は捕えたマーガレット・オブ・アンジューと恋に落ちる。ヨーク公リチャードはジャンヌ・ダルクを捕えて処刑する。サマセット公は愛人のマーガレットをヘンリー6世の王妃とし、ウィンチェスター司教、サフォーク公、エクセター公 らと組んでグロスター公を陥れて逮捕させ、暗殺する。ヨーク公とウォリック伯は反発する。
原作の戯曲と比較すると、サフォーク公の役割の多くがサマセット公に与えられている。
日本語版では、パート2と合わせて5エピソードに分けられ、シーズン2の第1話から第5話（ヘンリー六世パート1-5）となる。

#### キャスト
- マーガレット・オブ・アンジュー : ソフィー・オコネドー
- グロスター公ハンフリー : ヒュー・ボネヴィル
- グロスター公夫人エレノア : サリー・ホーキンス
- ヘンリー6世 : トム・スターリッジ
- ヨーク公リチャード : エイドリアン・ダンバー
- ヴァーノン : ステュアート・マククェリー（英語版）
- ヨーク公夫人セシリー・ネヴィル : ルーシー・ロビンソン（英語版）
- ウィンチェスター司教ヘンリー・ボーフォート : サミュエル・ウェスト
- ウォリック伯 : スタンリー・タウンゼンド（英語版）
- マーチ伯エドマンド・モーティマー : マイケル・ガンボン
- エクセター公 : アントン・レッサー
- サマセット公 : ベン・マイルズ
- サフォーク公 : ジェイソン・ワトキンス（英語版）
- タルボット卿 : フィリップ・グレニスター（英語版）
- アンジュー伯 : デヴィッド・トゥルートン（英語版）
- ジャンヌ・ダルク：ローラ・モーガン（英語版）

### ヘンリー六世 パート2
『ヘンリー六世 第2部』と『ヘンリー六世 第3部』に基づく。ヨーク公リチャードとウォリック伯は王に反逆し、セント・オールバーンズの戦いでサマセット公とサフォーク公を殺して勝利をおさめる。脅迫されたヘンリー6世はヨーク公を王位継承者として和解する。弱腰の王に怒った王妃マーガレットはウェイクフィールドの戦いでヨーク家を襲撃し、マーガレットとクリフォード男爵がヨーク公を愚弄した上で殺す。タウトンの戦いで、ヨーク派はランカスター派の軍を破って報復する。
ヨーク公の長男エドワード4世が王位に着き、弟ジョージをクラレンス公、リチャードをグロスター公とする。ヘンリー6世は絶望して荒野をさまよったのち、幽閉される。ウォリック伯はフランスへ行き、フランス王ルイの義妹をエドワード4世の妻に請うが、そこにエドワード4世が未亡人エリザベス・ウッドヴィルと結婚した知らせが届く。
面目を失ったウォリック伯は、フランス王の援助を求めるために王宮に滞在していたマーガレットの側に寝返り、自らの娘アン・ネヴィルをマーガレットの息子エドワード・オブ・ウェストミンスターと婚約させる。クラレンス公も兄を見限って一時ウォリック伯の味方となるが、説得されて兄のもとに戻る。テュークスベリーの戦いでヨーク派がランカスター派を破る。エクセター公とウォリック伯は戦死し、マーガレットは捕えられ、息子エドワードは処刑される。密かに王位をねらうグロスター公はロンドン塔に入り、幽閉されていたヘンリー6世を殺す。皇太子エドワードが生まれる。
日本語版では、パート1と合わせて5エピソードに分けられ、シーズン2の第1話から第5話（ヘンリー六世パート1-5）となる。

#### キャスト
- グロスター公リチャード : ベネディクト・カンバーバッチ
- マーガレット・オブ・アンジュー : ソフィー・オコネドー
- エリザベス・ウッドヴィル : キーリー・ホーズ
- ヘンリー6世 : トム・スターリッジ
- ヨーク公リチャード : エイドリアン・ダンバー
- エドワード4世 : ジョフリー・ストリートフェイルド（英語版）
- クラレンス公ジョージ : サム・トゥルートン（英語版）
- ヴァーノン : ステュアート・マククェリー（英語版）
- クリフォード男爵 : カイル・ソラー（英語版）
- ウェストモーランド伯 : リチャード・リンチ（英語版）
- ヨーク公夫人セシリー・ネヴィル : ルーシー・ロビンソン（英語版）
- ウォリック伯 : スタンリー・タウンゼンド（英語版）
- エクセター公 : アントン・レッサー
- バッキンガム公 : ベン・ダニエルズ
- サマセット公 : ベン・マイルズ
- サフォーク公 : ジェイソン・ワトキンス（英語版）
- アン・ネヴィル : フィービー・フォックス
- ヘイスティング男爵 : ジェイムズ・フリート（英語版）
- フランス王ルイ : アンドリュー・スコット

### リチャード三世
戯曲『リチャード三世』に基づく。王弟で脊椎側彎症のグロスター公リチャードがしばしばカメラに向かって独白する。ヨーク派による王位獲得から10年後、王弟クラレンス公ジョージは反逆を疑われて牢に入れられ、王エドワード4世は病に倒れ、リチャードは、ランカスター朝の前皇太子エドワード・オブ・ウェストミンスターの婚約者であったアン・ネヴィルと結婚する。前王妃マーガレット・オブ・アンジューは宮廷に現れてヨーク派を呪う。リチャードは刺客を牢に送って兄ジョージを殺す。
王は崩御し、リチャードと腹心のバッキンガム公は王妃エリザベスの親族の廷臣たちを処刑し、少年王エドワード5世と弟のヨーク公リチャードをロンドン塔に幽閉する。バッキンガム公は議会に諮ってエドワード4世と王妃の結婚は無効であり、2人の子は王位継承権のない私生児であると宣言し、リチャードを王位につける。リチャード3世は囚われの甥たちを殺させる。
ランカスター派のリッチモンド伯ヘンリー・テューダーはフランスから挙兵し、リチャードの母セシリー、エリザベス、マーガレットは共にリチャードを呪う。バッキンガム公とスタンリー卿はリチャードを裏切り、ボズワースの戦いでヘンリーはリチャードを倒す。ヘンリーは王位につき、エドワード4世の娘エリザベス・オブ・ヨークを娶ってランカスター家とヨーク家を結び付ける。
日本語版では、シーズン2の第6話から第8話（リチャード三世パート1-3）となる。

#### キャスト
- グロスター公リチャード : ベネディクト・カンバーバッチ
- ヨーク公夫人セシリー・ネヴィル : ジュディ・デンチ
- マーガレット・オブ・アンジュー : ソフィー・オコネドー
- 王妃エリザベス : キーリー・ホーズ
- エドワード4世 : ジョフリー・ストリートフェイルド（英語版）
- クラレンス公ジョージ : サム・トゥルートン（英語版）
- バッキンガム公 : ベン・ダニエルズ
- ヘイスティング男爵ウィリアム : ジェイムズ・フリート（英語版）
- サー・ウィリアム・ケイツビー：ポール・バゼリー（英語版）
- アン・ネヴィル : フィービー・フォックス
- リッチモンド伯ヘンリー・テューダー : ルーク・トレッダウェイ